# اکبر لاجوردیان
اکبر لاجوردیان ( تولد ۱۳۰۲ کاشان- وفات ۲۳ اسفند ۱۴۰۱) از مشهورترین تجار و فعالان اقتصادی عصر پهلوی، عضو هیئت‌رئیسه اتاق بازرگانی تهران، رئیس هیئت‌مدیره شرکت صنعتی بهشهر، عضو هیئت‌مدیره بانک بین‌‌المللی ایران و ژاپن و یکی از چهار موسس و مدیرعامل شرکت پلی اکریل اصفهان بوده است.

## زندگی
اکبر لاجوردیان در سال ۱۳۰۲ شمسی به دنیا آمد. پدرش سیدمحمد لاجوردیان و مادرش بتول خانم مرتضوی بود. نظام تربیتی خانواده لاجوردیان، به شدت منظم و سختگیرانه بود. پدرش از کودکی او را به تجارتخانه می‌فرستاد تا در کارهایی مثل جارو کردن کمک کند. سید محمد لاجوردیان با وجود داشتن چند کارمند، همیشه  فرزندان و نوه‌هایش را در کارهای مختلف به کار می‌گرفت. اکبر در دوازده سالگی مادرش را از دست. او تحصیلات ابتدایی و دبیرستان را (غیر از سال سوم و ششم ابتدایی) در کاشان گذراند. در خرداد ۱۳۲۰ در دبیرستان شاهپور کاشان دیپلم گرفت. 
پدرش علاوه بر تجارت قماش، مغز بادام، مغز گردو و برگه زردآلو به آلمان صادر می‌کرد. اکبر از دوازده تا شانزده سالگی، تابستان‌ها به روستاهای مختلف می‌رفت و در خرید زردآلو به کارکنان پدرش کمک می‌کرد. پدرش در هفده سالگی، ده هزار تومان سرمایه برای فعالیت مستقل به وی داد و به این ترتیب او برای اولین بار به فعالیت مستقل تجاری خود روی آورد. 
اکبر لاجوردیان در سال ۱۳۲۶ با مهین دخت رضازاده ازدواج کرد. ثمره این ازدواج سه پسر به نام‌های محمد، مسعود، رضا و دو دختر به نام‌های لی‌لی و مهناز بود.

## فعالیت تجاری
اکبر لاجوردیان طی چهار سال (۱۳۲۰-۱۳۲۴) سرمایه‌اش را از ده تومان به ششصد هزار تومان رساند. او در سال ۱۳۲۶ برای گسترش کار به تهران آمد و به همراه اعضای خانواده در تجارت برنج، شکر، مغز گردو، پنبه و... فعالیت کرد. با گسترش فعالیت‌های تجاری خانواده لاجوردی، صادرات به آمریکا و ژاپن نیز گسترش یافت و در این کشورها دفاتر تجاری خود را دایر کردند.
سید محمود لاجوردی، ۲۵ درصد از سهام شرکت «آرین» و دو شرکت تضامنی «لاجوردی» و «جاوید» را با سرمایه‌ای اضافه به برادرش، اکبر فروخت. چهار عضو خاندان لاجوردی، سیدمحمود، اکبر لاجوردیان، احمد و قاسم لاجوردی تا سال ۱۳۴۲ شرکت آرین را اداره می‌کردند.
از سال ۱۳۳۰ لاجوردی‌‌ها وارد عرصه صنعتی شدند. بعدها به تولید روغن‌نباتی، نخ، پارچه، قالی، فلاسک، کشتیرانی و خدمات مالی مانند تاسیس بانک و شرکت‌های خدمات کامپیوتری پرداختند. در سال ۱۳۴۸ اتاق بازرگانی ایران او را به عنوان بازرگان نمونه معرفی کرد.
اکبر لاجوردیان در تأسیس کارخانه‌های نساجی خانوادگی لاجوردیان حضوری فعال داشت و از سال ۱۳۵۰ مدیرعامل کارخانه‌های مخمل کاشان، راوند کاشان و پلی‌اکریل بود.
اکبر لاجوردیان اعتقاد داشت که چون صنعت مخمل‌بافی در گذشته از کاشان به چین و سپس به اروپا راه یافته، باید این صنعت دوباره در کاشان زنده شود؛ در نتیجه از واردات مخمل به تولید مخمل روی آوردند و کارخانه مخمل‌بافی در کاشان تاسیس کرد. سپس بخش نساجی نه‌تنها در کاشان بلکه در شهرهای اراک و قزوین گسترش یافت و کارخانه‌های موکت‌سازی، نتینگ و فرش ماشینی به آن اضافه شد.
یکی دیگر از صنایعی که اکبر لاجوردیان نقش مهمی در آن داشت، تاسیس کارخانه پلی‌اکریل در اصفهان با مشارکت شرکت دوپان آمریکا بود. این کارخانه صنعتی در الیاف مصنوعی پیشرفته‌ترین فناوری‌ها را در زمان خود وارد می‌کرد که ایران را به عنوان تنها صادرکننده نخ‌های اکرولیک و پلی‌استر در خاورمیانه درمی‌آورد.

## اتاق بازرگانی تهران
او برای حمایت از برادرش، محمود در انتخابات اتاق بازرگانی تهران فعالیتش را در اتاق آغاز کرد و پس از کناره‌گیری محمود لاجوردی از اتاق بازرگانی با هدف حضور فعال جوان‌ها در این اتاق، به عضویت در اتاق بازرگانی تهران درآمد. 
اکبر لاجوردیان در خاطرات خود از حضور در اتاق بازرگانی تهران این‌گونه می‌گوید: «اولین تماس من با اتاق بازرگانی تهران برمی‌گردد به سال‌های ۱۳۲۸ و ۱۳۲۹ یا حتی کمی جلوتر به ۱۳۲۶ و ۱۳۲۷، زمانی که برادر من کاندید اتاق بازرگانی تهران بود و من در انتخابات تهران برای تبلیغات و جمع‌آوری آراء به برادرم کمک می‌کردم. از آن وقت من با اعضای اتاق بازرگانی و کاندید‌ها و رأی‌دهندگان آشنا بودم. یک روز آقای حریری کرمانشاهی به من تلفن کرد که همیشه از فامیل شما یک نفر در اتاق بازرگانی تهران داوطلب بودند، چون حالا آقای لاجوردی و قاسم آقا نیستند از شما دعوت می‌کنیم که شما بیایید در گروه ما و شرکت کنید...
علی وکیلی که انتخاب شد دولت با ایشان موافق بود. هیئت‌رئیسه اتاق در آن انتخابات از گروه جوان من بودم و دکتر علی خویی بود و جعفر اخوان. و از آن به بعد مرتب در تمام انتخابات من شرکت کردم و همیشه جزو برندگان اتاق بودم از سال ۱۳۳۶ به بعد.» 
اکبر لاجوردیان از ۱۳۴۴ تا زمان انقلاب عضو مؤثر اتاق بازرگانی تهران و رئیس سندیکای نساجی بود. 
او حدود دو سال و نیم در ژاپن به تجارت پنبه و پارچه پرداخت. در این مدت از کارخانه‌های زیادی در ژاپن بازدید کرد و پس از بازگشت به ایران در شرکت‌های شرکت صنعتی بهشهر شیوه مدیریت ژاپنی‌ها را به اجرا درآورد.
خانواده لاجوردی از اعضای هیئت‌مدیره بانک بین‌المللی ایران و ژاپن، یکی از بانک‌های خصوصی قبل از انقلاب بودند. 
آن‌ها به دانشجویان نساجی و فنی در بخش خصوصی بورس اعطا می‌کردند. از سال ۱۳۴۸ دو بورس و در سال ۱۳۴۹ پنج بورس به دانشجویان نساجی دانشگاه پلی‌تکنیک دانشگاه صنعتی امیرکبیر اعطا کردند.

## طوفان انقلاب
اکبر لاجوردیان چندان تمایلی به مشارکت در فعالیت‌های سیاسی نداشت و تنها ارتباط او با سیاست، عضویت در هیئت‌رئیسه اتاق بازرگانی تهران بود که به عنوان فعال بخش خصوصی در جلسات آن شرکت می‌کرد.
او در خاطراتش می‌گوید: «وقتی شعارها و پیام‌های رهبران انقلاب زیر عنوان اسلام بالا گرفت، ما چندان نگرانی از اوضاع نداشتیم. من با خود می‌گفتم این یک انقلاب اسلامی است. انقلاب چپی نیست که ما را بترساند و با معلوماتی که از اسلام داشتم، می‌دانستم که اسلام به مال مردم احترام می‌گذارد. خیلی نگران انقلاب نبودم و چون در تمام کارهایی که در عمرم کرده بودم، همیشه خدا و وجدان و راه راست را در نظر گرفته بودم، از اوضاعی که پیش آمده بود وحشتی نداشتم. این تصورات و تلقی‌های من و همه خانواده‌ام بود.» 
سال ۱۳۵۷ با نفوذ نیرو‌های چپ در کارخانه‌ها و تحریک کارگران، وضعیت کارخانجات در بحران قرار گرفت. آنها به دولت فشار می‌آوردند تا تکلیف مالکیت کارخانه‌ها را روشن کنند. دولت موقت اول بانک‌ها و پس از مدتی کارخانه‌های بزرگ را تحت نام قانون حفاظت از صنایع، ملی اعلام کرد. 
اکبر لاجوردیان یک سال پس از انقلاب نیز در ایران باقی ماند و برای بازگرداندن اموال و دارایی‌ها و کارخانه‌های خانواده لاجوردی تلاش کرد و او با دیگر فعالان اقتصادی با سید محمد بهشتی، سید ابوالحسن بنی‌صدر و روح‌الله خمینی  نیز دیدار می‌کند، اما درنهایت شورای انقلاب مصادره اموال ۵۳ نفر از فعالان اقتصادی و صاحبان صنایع را به نفع دولت تصویب می‌کند که گروه صنعتی بهشهر و شرکت پلی‌اکریل اصفهان نیز جزو این مصادره‌ها بودند.
لاجوردی در سال ۱۳۵۸ مجبور به خروج غیرقانونی از ایران می‌شود. او از راه زمینی به مرز ترکیه و از آنجا به پاریس مهاجرت می‌کند و بعد از دریافت ویزای آمریکا در آنجا اقامت می‌کند. او ماجرای این مهاجرت اجباری را در کتاب خاطراتش با جزئیات روایت کرده است.